# John Noble, 1. Baronet
Sir John Henry Brunel Noble, 1. Baronet (geboren am 18. Mai 1865 in Newcastle upon Tyne, Northumberland; gestorben am 8. Januar 1938 in Cairndow, Argyll and Bute) war ein britischer Geschäftsmann und Sammler.

## Leben
Noble war der dritte Sohn des britischen Artillerie- und Ballistikexperten Sir Andrew Noble, 1. Baronet, und dessen Frau Margery Durham (geborene Campbell; 1828–1929), einer Tochter von Archibald Campbell. Um seine schulischen Leistungen zu verbessern und die Zulassung für das Studium zu erreichen, stellte sein Vater den Schriftsteller und Antiquar John Meade Falkner als seinen Lehrer und Tutor ein, mit dem ihn eine lebenslange Freundschaft verband. Noble besuchte ab dem 13. Oktober 1884 zunächst das Eton College und studierte danach am Balliol College der Universität Oxford und schloss sein Studium der Rechtswissenschaften 1891 dort mit einem Master of Arts (M.A.) ab.
1895 erhielt er seine Zulassung als Barrister und trat in die Firma W. G. Armstrong, Whitworth & Co. Ltd. ein, in der auch schon sein Vater und sein Bruder Saxton William Armstrong Noble (1863–1942) in leitenden Positionen arbeiteten. Er wurde am 19. Juni 1907 Direktor des Rüstungs- und Schiffbauunternehmens und als dieses nach dem Ende des Ersten Weltkriegs im Jahr 1927 mit dem Rüstungs- und Maschinenbaugeschäft Vickers Limited fusionierte, zog er nach Ardkinglas in Argyll, wo sein Vater ein Jagdanwesen gekauft hatte und durch den schottischen Architekten Robert Lorimer ein großes Haus errichten ließ (Ardkinglas House). Dieses Anwesen hatte er nach dem Tod seines Vaters im Jahr 1915 geerbt. Am 26. Juli 1923 wurde ihm der erbliche Adelstitel Baronet, of Ardkinglas in the County of Argyll, verliehen. Als er 1938 starb, führten seine beiden Söhne John und Michael das Anwesen gemeinsam weiter.
Noble besaß eine Porzellan- und Silbersammlung, die 1935 teilweise versteigert wurde. Er galt als Kunstkenner und seine Silbersammlung kam zunächst an seine Söhne, dann an seinen Enkel Simon John Noble, der die Sammlung weiter ausbaute. In Nobles Sammlung befanden sich zudem einige historische Bücher wie die Historiae Romanae decades aus dem Jahr 1470, die P[ri]ma pars lec[tionis] Bar[toli] de sax[oferrato] sup[er] C[odicis] von 1471 oder des Missale secundum morem sancte Romane Ecclesie von 1497, die er zum Teil aus dem Nachlass seines Freundes John Meade Falkner übernommen hatte. Er besaß zudem ein Paar eigens für ihn angefertigte Gewehre der Firma Boss & Co.
Neben seiner Sammelleidenschaft engagierte sich Noble gemeinsam mit Falkner für den Erhalt des Kulturerbes von Burford. Sie stifteten neben den beiden Statuen des „Erzengels Gabriel“ und der „Jungfrau Maria“ an den Seiten des Hochaltars der Kirche „St. John the Baptist“ einen Altaraufsatz in der „Lady Chapel“ und zwei italienische Altaraufsätze an der Wand des Nordschiffs sowie weitere dekorative Elemente. Auf einem Glasfenster aus dem Jahr 1907 im südlichen Querschiff werden beide in einer lateinischen Inschrift erwähnt.

## Ehrungen (Auswahl)
- Noble wurde der Orden des Heiligen Schatzes von Japan 2. Klasse verliehen.[7]
- Seit 1918 gewähltes Mitglied der 1854 gegründeten Royal Scottish Arboricultural Society.[8]
- Im Jahr 1972 wurde von der 1936 gegründeten Saltire Society in Edinburgh der „John Noble Craft Awards“ ins Leben gerufen. Noble war der ehemalige Präsident dieser Gesellschaft. Die Auszeichnung wird in unregelmäßigen Abständen in unterschiedlichen Kategorien an schottische oder in Schottland ansässige Handwerker verliehen. Im Jahr 1972 wurde beispielsweise der schottische Designer Norman Cherry in der Kategorie Schmuckdesign (Jewellery Design) ausgezeichnet. 1975 gab es vier Auszeichnungen zu jeweils 50 £.[9] 1976 erhielt die Bildweberin Joanne Soroka eine Auszeichnung.[10]

## Familie
Noble heiratete am 15. Juli 1902 Amie (geborene Walker-Waters; 2. April 1879 – 5. August 1973, Witwe des Offiziers Hedworth Herbert Grogan), die Tochter von Samuel Abraham Walker-Waters und dessen Frau Margaret Helen (geborene McNab), mit der er mehrere Kinder hatte:
- Rosemary Elizabeth Noble (25. Juni 1903 – 27. Februar 1988) ⚭ am 11. März 1931 mit Ernest John Montgomery (24. März 1901 – 10. Oktober 1972).
- Andrew Napier Noble (16. September 1904 – 30. April 1987), seit 8. Januar 1938 2. Baronet (of Ardkinglas) ⚭ am 16. Oktober 1934 mit Sigrid (geborene Michelet), einer Tochter des norwegischen Diplomaten Johan Michelet.[12] Er war von 1954 bis 1956 britischer Botschafter in Polen, 1956 bis 1960 in Mexiko und 1960 bis 1964 in den Niederlanden.
- John Samuel Brunel Noble (19. Mai 1909 – 16. Februar 1972) ⚭ am 15. Mai 1934 mit Elizabeth Virginia (geborene Lucas), einer Tochter von William Louis Lucas und Beatrice (geborene Goldsmid).
- Anastasia Mary Elizabeth Noble (25. Dezember 1911 – 1. Dezember 2000), da sie am Weihnachtstag geboren wurde, erhielt sie bei ihrer Taufe Vornamen, deren Initialen zusammen mit dem Familiennamen das Wort Amen bilden.[13]
- Michael Antony Cristobal Noble (19. März 1913 – 15. Mai 1984) ⚭ am 11. September 1940 mit Anne (geborene Pearson; * 5. Februar 1923), einer Tochter von Sir Neville Arthur Pearson und dessen erster Ehefrau Mary Angela (geborene Mond). Er war Unterhausabgeordneter, Handelsminister und wurde am 3. Mai 1974 zum Baron Glenkinglas erhoben.[14]